# Emma Boyce
Emma Boyce (1867-1929) fue una sufragista de Hackney y activista contra la guerra.
Emma había participado desde 1907 en la Federación Socialdemócrata (SDF) como oradora y activista en los círculos de mujeres. Fue nombrada organizadora del Comité de Educación de la Mujer, pero renunció en 1910, aunque continuó su activismo en el Partido Socialista Británico.
A la edad de casi 50 años, se convirtió en una incansable organizadora de la East London Federation of Suffragettes, trabajando en estrecha colaboración con Sylvia Pankhurst. Al comienzo de la Primera Guerra Mundial, viajó por el país en su papel de ELFS, concentrándose en Glasgow y Newcastle, pero también haciendo discursos varias veces a la semana por todo el país. Habló a favor del sufragio femenino pero también en contra del reclutamiento de la guerra, abogando por la libertad de elección de las clases trabajadoras.
Después de la guerra, Emma fue elegida como Consejera Laborista de Hackney desde 1918 hasta 1923. Desde entonces hasta su muerte, sirvió como gobernadora vitalicia del Hospital de Maternidad de Londres.